# Mandalay (dikt)
"Mandalay" är en dikt av Rudyard Kipling och ingår i samlingen Barrack-Room Ballads. Den publicerades första gången år 1890. Dikten handlar om en brittisk soldat som har flyttat tillbaka till London och tänker tillbaka på hur bra han hade det i staden Mandalay i Burma. 